# Прітвісена I
Прітвісена I (д/н — 380/385) — магараджа Праварапури в 355/360—380/385 роках.

## Життєпис
Походив з династії Вакатака. Син магараджи Рудрасени I. Спадкував владу у 355/360 році. Зберіг фактичну незалежність від імперія Гуптів. Його називали дхармавіджаїном («той, хто перемагає завдяки чеснотам») і порівнювали з епічним героєм Юдхіштхірою з «Магабхарати».
За написами з регіону Бунделканд, знайдені в Начна і в Ганджі (колишній штат Віндх'я-Прадеш) вважається, що Прітвісена I мав зверхність над місцевими раджами. Водночас на початку панування зумів домогтися від Віндх'яшакті II, магарджи Ватаки з гілки Вацагулма. Допоміг останньому в підкоренні регіону Кунтала на півдні.
У другій половині правління уклав союз з Чандрагуптою II, закріплений шлюбом між їх дітьми: спадкоємець Праварапури — Рудрасена одружився з Прабхаватігуптою.
Мав велику родину, бо написи Вакатаки описують його як патріарха, оточеного синами та онуками. Спадкував йому син Рудрасена II.